# (1554) Yugoslavia
(1554) Yugoslavia – planetoida z grupy pasa głównego asteroid okrążająca Słońce w ciągu 4 lat i 88 dni w średniej odległości 2,62 au. Została odkryta 6 września 1940 roku w obserwatorium w Belgradzie przez Milorada Proticia. Nazwa planetoidy pochodzi od Jugosławii, ojczyzny odkrywcy. Przed nadaniem nazwy planetoida nosiła oznaczenie tymczasowe (1554) 1940 RE.